# Hodgesiella rebeli
Hodgesiella rebeli är en fjärilsart som beskrevs av Krone 1905. Hodgesiella rebeli ingår i släktet Hodgesiella och familjen fransmalar. Inga underarter finns listade i Catalogue of Life.